# 万場駅

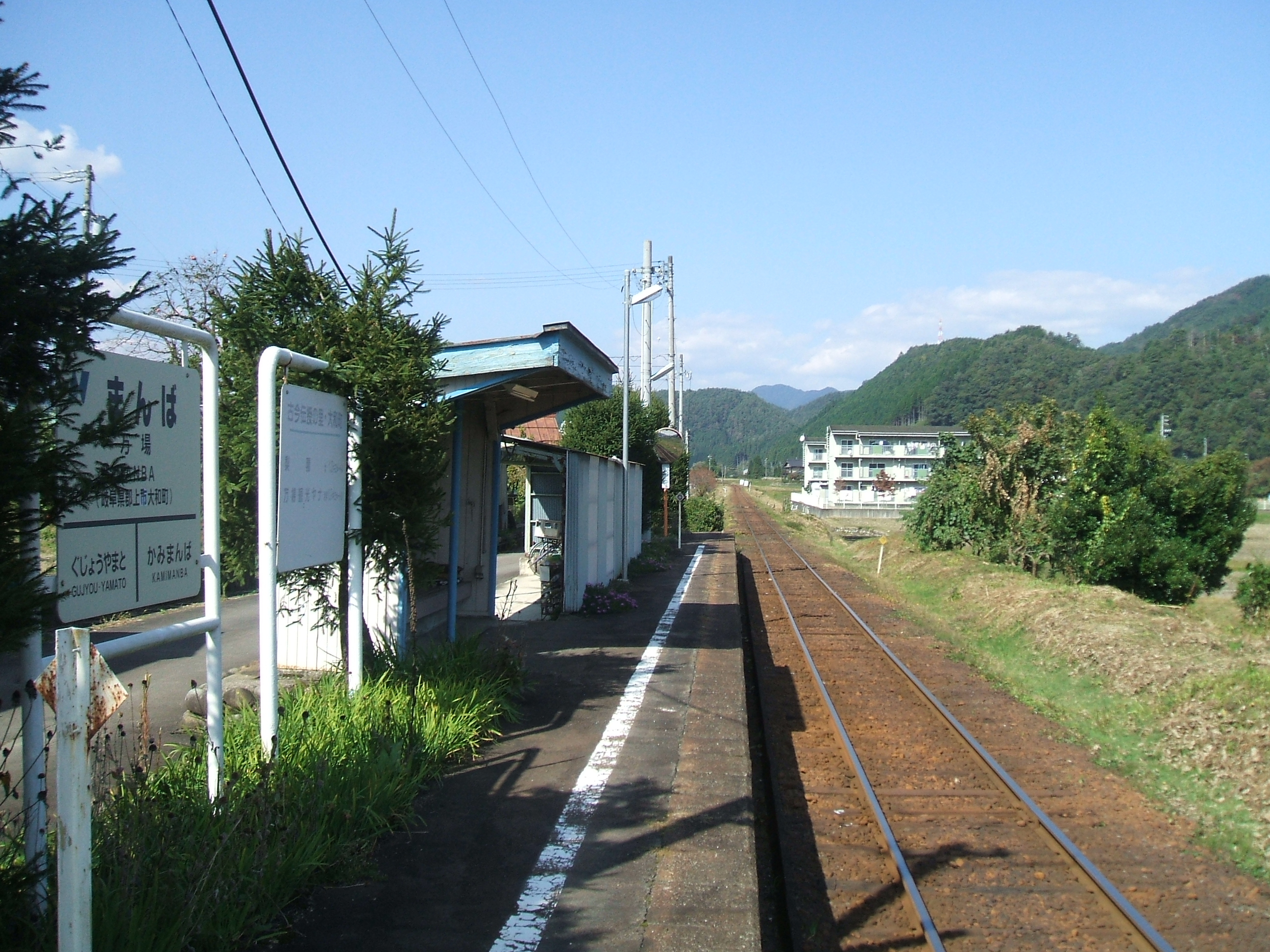
ホームから北濃方向を見る（2009年10月）

万場駅（まんばえき）は、岐阜県郡上市大和町万場にある、長良川鉄道越美南線の駅である。駅番号は30。

## 歴史
- 1955年（昭和30年）3月1日：国鉄越美南線の駅として新設[1]。気動車の旅客のみ取扱う無人駅[2]。
- 1986年（昭和61年）12月11日：越美南線が長良川鉄道へ転換、同社の駅となる[1]。

## 駅構造
単式ホーム1面1線を有する地上駅。駅舎は無く、ホーム中央付近に待合室が設置されている。駅へはホーム下り方端から出入りする。郡上大和側のホーム上には高木と草花の植栽があり、通路が狭くなっている。
無人駅。自動券売機は設置されていない。なおホーム中央付近裏側に駐輪場がある。

## 利用状況
| 年度               | 1日平均乗車人員 |
| ------------------ | --------------- |
| 2011年（平成23年） | 5               |
| 2012年（平成24年） | 2               |
| 2013年（平成25年） | 6               |
| 2014年（平成26年） | 4               |
| 2015年（平成27年） | 6               |

## 駅周辺
- 岐阜県道52号白鳥板取線
- 郡上市立第一北小学校
- 長良川
- ビオトープ水路（蛍）

## 隣の駅
長良川鉄道
■越美南線
郡上大和駅（29） - 万場駅（30） - 上万場駅（31）